# Trouble (Whitesnake)
Trouble is het tweede studioalbum van Whitesnake, maar eigenlijk het eerste volledige album. Voorganger Snakebite was een ep. Het album is opgenomen gedurende de zomer van 1978 in de Central Recorders studio te Londen. Die zomer was dermate warm dat gesproken werd van de Central Recorders Sauna. Coverdale lichtte de titel toe: hij werd vader gedurende de opnamen (despite wine, spirits, hospitalization and birth). Whitesnake had weer een nieuwe toetsenist. Jon Lord ex-Deep Purple (en ook toekomstig Deep Purple) trad toe.
In 2006 kwam een nieuwe versie op de markt met 4 nummers van Snakebite als extra materiaal. Overigens hebben compact discversies een platenhoes met een zwarte achtergrond; het origineel heeft een witte.

## Musici
- David Coverdale – zang
- Micky Moody, Bernie Marsden – gitaar – achtergrondzang
- Jon Lord – toetsinstrument
- Neil Murray – basgitaar
- Dave Dowle – slagwerk

## Muziek
| Nr. | Titel                                                  | Duur |
| --- | ------------------------------------------------------ | ---- |
| 1.  | Take me with you (Coverdale, Moody)                    | 4:44 |
| 2.  | Love to keep you warm (Coverdale)                      | 3:43 |
| 3.  | Lie down (a modern love song) (Coverdale, moody)       | 3:14 |
| 4.  | Day tripper (John Lennon, Paul McCartney)              | 3:47 |
| 5.  | Nighthawk (Vampire blues) (Coverdale, Marsden)         | 3:36 |
| 6.  | The time is right for love (Coverdale, Marsden, Moody) | 3:27 |
| 7.  | Trouble (Coverdale, Marsden)                           | 4:48 |
| 8.  | Belgian Tom’s hat trick (Moody; instrumentaal nummer)  | 3:25 |
| 9.  | Free flight (Coverdale, Marsden)                       | 4:05 |
| 10. | Don’t mess with me (Whitesnake)                        | 3:18 |

## Hitnotering
Het album haalde de Britse albumlijst (top 100). In de week van 18 november 1978 stond het album op de 50e plaats; in de week van 2 december 1978 nog eens één week op de 74e.